# Emirat Katsina
Katsina ist einer der sieben traditionellen Hausastaaten (Hausa bakwai) Nordnigerias. In der Vorkolonialzeit zeichnete sich der Stadtstaat durch seine intensiven regionalen und transsaharanischen Handelsbeziehungen aus.
Die namensgebende Stadt Katsina befindet sich heute im Norden Nigerias.

## Geschichte vor dem Dschihad: von der Entstehung bis 1807

### Gründungsgeschichte
Der Ursprung des Stadtstaates Katsina ist bisher weitgehend ungeklärt. Nach einer kürzlich veröffentlichten Theorie besteht ein Zusammenhang mit Einwanderungen nach dem Zerfall des Assyrischen Reiches 612 v. Chr. Sowohl die Bayajidda-Legende der Hausastaaten als auch die israelitischen Patriarchennamen der städtischen Königsliste legen diese Schlussfolgerung nahe. Ob allerdings die heutige Stadt Katsina schon zu diesen frühen Gründungen gehörte oder ob es erst in nachchristlicher Zeit als Sekundärgründung entstand, bleibt ungeklärt.

### Katsina im 14. Jahrhundert
Der marokkanische Reisende Ibn Battuta hörte 1353 von Katsina, als er sich in Takedda, 600 km nördlich der Stadt, aufhielt. In seinem Reisebericht erwähnt er die Stadt im Zusammenhang mit einer Handelsroute des Kupfers: Von Takedda transportierte man das Kupfer nach Gobir, dann nach Zaghay und schließlich nach Bornu. Nach der Routenführung zu urteilen, bezieht sich der Name Zaghay auf Katsina.

### Islamisierung im 15. Jahrhundert
Die Einführung des Islam zur Mitte des 15. Jahrhunderts führte zum Machtantritt des Herrscherklans der Korawa und zum Sturz des Herrscherklans der Durbawa. Anführer der Korawa war Muhammad Korau (von hausa kora – "vertreiben"). Nach der Legende soll Korau dem lokalen Herrscher Sanau zu einem Ringkampf herausgefordert haben. Angeblich gewann er den Zweikampf nur deshalb, weil er die Frau seines Gegners davon überzeugte, dessen Medizin zu entwinden. Noch heute erinnert man sich an die eigentlich verräterische Bezwingung und Tötung Sanaus als eine Glückstat während der großen muslimischen Feste. Das Schwert, mit dem Sanau getötet wurde, gilt als wichtigste Staatsinsignie.
Der Übergang von den Durbawa zu den Korawa ist für die gesamte Hausageschichte von großer Bedeutung, da er als Wechsel von einer Azna- zu einer Hausa-Herrschaft anzusehen ist. Erst im Anschluss an diesen Umbruch wurde Katsina zu einem Staat der "sieben Hausa" (Hausa bakwai). Es handelt sich dabei nicht um einen Dynastiewechsel, denn der höchste Vertreter der Durbawa, der Durbi, gehörte weiterhin zum inneren Zirkel der Macht. Noch heute ist der Durbi der Anführer der Azna-Bevölkerung von Katsina und einer der wichtigsten Wahlmänner des neuen Königs. Er gehört zur Gruppe der sieben einflussreichsten Amtsträger.

### Kriege mit Nachbarstaaten
Die lokale Königsliste erwähnt siegreiche Kriegszüge in verschiedenen Zeiten gegen folgende Gebiete und Städte: Asben (Aïr), Gobir, Bussa (Borgu), Karechin (Achifawa), Anka (Zamfara), Kwiambana (Gwari), Nupe und Yauri. Der Kano-Chronik zufolge kam es mehrfach zu Kriegen zwischen Katsina und dem nahegelegenen Kano.

## Katsina unter der Fulani-Herrschaft: 1807 bis heute

### Sieg der Sullebawa-Fulani in Katsina
Im Jahr 1804 begann die offene Konfrontation zwischen dem muslimischen Reformer Usman dan Fodio und dem König von Gobir Yunfa und anderen Hausakönigen. Die gemeinsame Bedrohung durch die Fulani bewirkte erstmals seit langer Zeit eine Solidarisierung der Hausakönige. Doch die militärische Überlegenheit der Fulani führte überall zu Sieg des Dschihad. In Katsina wurde Umaru Dallaji, der Chef der lokalen Sullebawa-Fulani, zum Anführer der Dschihad-Bewegung ernannt. Ihm gelang es 1807, die Hausa von Katsina zu schlagen und die Stadt einzunehmen.

### Fulani-Herrschaft in Katsina (Nigeria)
Im Anschluss an den Sieg der Fulani herrschten im 19. Jahrhundert ausschließlich Umaru Dallaji und seine Nachkommen über Katsina. Der britische Resident H. R. Palmer ernannte jedoch den Fulani-Durbi Muhammadu Dikko, ebenfalls vom Sullebawa-Klan, zum Emir von Katsina, weil er den Briten besonders wertvolle Dienste geleistet hatte. Die nachfolgenden Emire von Katsina sind seine Nachkommen. Insgesamt erwiesen sich die Emire von Katsina als große Förderer des Islam.

### Kontinuität der Hausa-Herrschaft in Maradi (Niger)

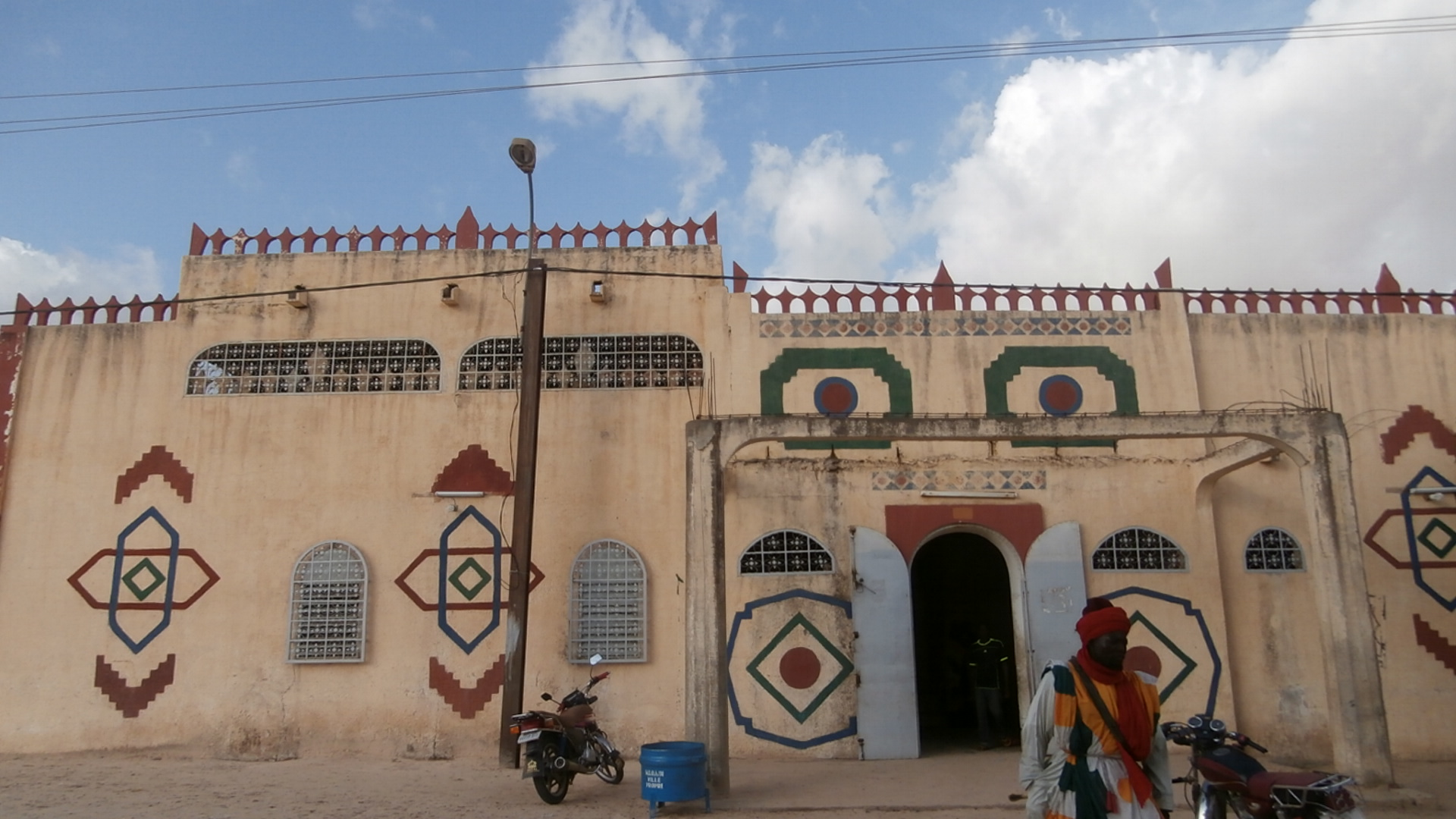
Sultanspalast in Maradi (2013)

Mitglieder der Korawa-Dynastie von Katsina und ihre Anhänger flohen unter ihrem Anführer Dan Kasawa nach der Niederlage von 1807 mit ihren Anhängern nach Damagaram, wo sie in der Hauptstadt Zinder Zuflucht fanden. Später ließen sie sich in Gafai, 70 km westlich von Zinder nahe der Grenze des Katsina-Landes, nieder. Zu der Zeit stand die nördliche Provinz Katsinas, Maradi, unter der Hoheit des Fulani-Statthalters Mani. Dieser machte sich jedoch bei der lokalen Bevölkerung so unbeliebt, dass der Anführer der Azna mit seinen Leuten 1815 einen Aufstand organisierte, Mani und seine Leute überwältigte und Dan Kasawa mit seiner Gefolgschaft ins Land rief. Seither herrschen die Nachfahren der Korawa-Dynastie von Katsina in Maradi.

### Situation in und nach der Kolonialzeit
Die zwischen den Briten und den Franzosen vereinbarte koloniale Grenze zwischen Nigeria und Niger entspricht im Bereich Katsina-Maradi genau der vorkolonialen Grenze zwischen den Nachfolgern Umaru Dallajis in Nigeria und Dan Kasawas in Niger. Sie reflektiert somit trotz der Zweiteilung eines sprachlich homogenen Gebietes durchaus eine vorkoloniale politische, religiöse und ethnische Realität. Wie die anderen traditionellen Herrscher Nigerias spielte der Emir von Katsina eine wichtige Rolle unter dem britischen Protektorat. Der König von Maradi galt hingegen bei den Franzosen nur als "Chef de canton". Diese Statusunterschiede bestanden zwischen den beiden Nachfolgestaaten des historischen Katsina fort. 2010 erhob die Regierung Nigers den Herrscher von Katsina-Maradi zum Sultan.

## Bibliographie
- A. Hogben und Anthony Kirk-Greene: The Emirates of Northern Nigeria, London 1966.
- Dierk Lange: Ancient Kingdoms of West Africa, Dettelbach 2004 (hier S. 250–252).
- -- "The Bayajidda legend and Hausa history" (PDF; 748 kB), in: E. Bruder und T. Parfitt (Hg.), Studies in Black Judaism, Cambridge 2012, 138–174 (hier S. 161–2).
- Herbert R. Palmer: Sudanese Memoirs, 3. Bd., Lagos 1928 (hier S. 74–91).
- Guy Nicolas: Dynamique sociale et appréhension du monde au sein d'une société hausa, Paris 1975.
- Yusuf Bala Usman: The Transformation of Katsina, Zaria 1981